# برایان دویل-مری
برایان دویل-موری (به انگلیسی: Brian Doyle-Murray) (زاده ۳۱ اکتبر ۱۹۴۵) کمدین، بازیگر آمریکایی است.
از فیلم‌های معروف او می‌توان به بازی در فیلم کارشناسان، کثرت، تعطیلات نشنال لمپون، دیر شکوفا، غرق‌شدن مونا، وظیفه هیئت منصفه و هیچ‌چیز به‌جز دردسر اشاره کرد.